# Bono Federal
Bono Federal (BoFe) es una denominación que se le dio a una serie de bonos de emergencia (técnicamente llamados Letras de Tesorería), emitidos entre el 2001 y el 2002,en la Provincia de Entre Ríos, durante el gobierno de Sergio Montiel. Fueron creados como una solución temporal a la falta de dinero circulante debido a la crisis financiera y económica de 2001.
Se emitieron bonos por valores de 2, 5, 10, 20, 50 y 100 pesos. En la práctica se podían utilizar para cualquier compra o cancelación de deuda e incluso los sueldos se llegaron a pagar en esta cuasimoneda. En un principio eran aceptados nominalmente como un peso convertible, pero rápidamente fueron perdiendo valor, llegando a cotizar a un 50 o 70% de su valor nominal.
A partir de la recuperación económica de la Argentina, el gobierno provincial con el apoyo del gobierno nacional ofrece a fines de 2003 rescatar los bonos que había en circulación.